# Blunoer Südsee
Der (bisweilen auch „die“) Blunoer Südsee (obersorbisch Južny Blunjanski jězor) ist ein Tagebaurestsee der Lausitzer Seenkette im sächsischen Teil des Lausitzer Seenlandes, auf dem Gebiet der Gemeinde Elsterheide.
Seinen Namen verdankt der See einerseits seiner Lage südlich des Ortes Bluno, andererseits sind angesichts der geplanten touristischen Nutzung Assoziationen mit der Südsee durchaus erwünscht.
Der See entsteht durch Flutung des Restlochs „Nordschlauch“ des Tagebaues Spreetal. Weitere Seen in diesem ehemaligen Braunkohletagebau sind der Sabrodter See (Restloch „Nordrandschlauch“) im Osten, der Neuwieser See (Restloch „Bluno“) im Süden und der Bergener See (Restloch „Südostschlauch“) im Südosten.
Im Dezember 2024 stand der Wasserspiegel bei 101 m über NN, das entspricht 86 % des angestrebten Standes.

## Flutung
Seit 2005 wird dem Lausitzer Seenland zusätzlich zum Wasser von Spree und Schwarzer Elster auch Fremdwasser aus der Lausitzer Neiße über Grabensysteme zugeführt. Mit der dadurch ermöglichten zügigeren und gleichmäßigeren Flutung hoffen die Sanierer, dem Austritt saurer Kippenwässer in die Seen entgegenzuwirken. Im Dezember 2024 hatte das Seewasser einen pH-Wert von 2,8.

## Überleiter
Wenn die Seen im ehemaligen Spreetal-Tagebau voll geflutet sind, sollen sie über schiffbare Kanäle (Überleiter) miteinander verbunden sein, von denen sich der kürzeste, der Überleiter 3 a zum Neuwieser See, bereits im Bau befindet (Stand Mitte 2011). Ein weiterer Überleiter soll den „Südsee“ mit dem Partwitzer See an der Grenze zum Bundesland Brandenburg verbinden.

### Überleiter 3
- siehe Sabrodter See #Überleiter 3

### Überleiter 3 a
Der Überleiter 3 a wird den Blunoer Südsee über einen 90 Meter langen und 2,5 bis 3,5 Meter tiefen Kanal mit dem Neuwieser See verbinden. Zu dem Kanal gehört ein Absperrbauwerk zur Regulierung der Durchflussmenge, und er soll von einer Brücke überspannt werden.

### Überleiter 7
Der Überleiter 7 wird den Blunoer Südsee über einen 700 Meter langen und 3,5 Meter tiefen Kanal mit dem Partwitzer See verbinden. Von den 700 Metern entfallen 55 m auf eine Schleusenanlage und 57 m auf den Ein- und Auslaufkanal zum Partwitzer See. Nahe dem Blunoer Südsee ist eine Straßenbrücke (Staatsstraße 234) mit einer Spannweite von 34,5 Metern geplant.